# Campeonato Quirguiz de Futebol de 2017
O Campeonato Quirguiz de Futebol de 2017, também chamado de Top Liga foi a temporada do corrente ano da competição de nível nacional da primeira divisão de futebol do Quirguistão.[carece de fontes?] O campeonato ocorre de forma independente desde 1992, organizado a partir de então pela FFKR.

## Equipes Participantes
| Classificação | Clube         | Cidade      |
| ------------- | ------------- | ----------- |
| 1º            | Alay          | Osh         |
| 2º            | Abdish-Ata    | Kant        |
| 3º            | Dordoi        | Bishkek     |
| 4º            | Neftchi       | Kochkor-Ata |
| 5º            | Alga          | Bishkek     |
| 6º            | FK Kara-Balta | Kara-Balta  |

## Classificação Final[6]
| Classificação | Clube         | Cidade      | Jogos | Vitórias | Empates | Derrotas | Pontos | Classificação ou rebaixamento    |
| ------------- | ------------- | ----------- | ----- | -------- | ------- | -------- | ------ | -------------------------------- |
| 1º            | Alay          | Osh         | 20    | 13       | 02      | 05       | 41     | Classificação para a Copa da AFC |
| 2º            | Abdish-Ata    | Kant        | 20    | 12       | 02      | 06       | 38     | Classificação para a Copa da AFC |
| 3º            | Dordoi        | Bishkek     | 20    | 10       | 05      | 05       | 35     |                                  |
| 4º            | Neftchi       | Kochkor-Ata | 20    | 06       | 05      | 09       | 23     |                                  |
| 5º            | Alga          | Bishkek     | 20    | 05       | 06      | 09       | 21     |                                  |
| 6º            | FK Kara-Balta | Kara-Balta  | 20    | 03       | 02      | 15       | 11     |                                  |